# HD117025
HD117025 — хімічно пекулярна зоря спектрального класу A2, що має видиму зоряну величину в смузі V приблизно  6,1.
Вона  розташована на відстані близько 287,9 світлових років від Сонця.

## Пекулярний хімічний склад
Зоряна атмосфера HD117025 має підвищений вміст 
Cr
.